# Богомолов, Глеб Сергеевич
Глеб Серге́евич Богомо́лов (4 декабря 1933, Ленинград — 8 марта 2016, Санкт-Петербург) — советский и российский художник-абстракционист, представитель ленинградского андеграунда.

## Биография и творчество
Родился в Ленинграде в семье моряка, капитана Балтийского флота, художника-любителя Сергея Ивановича Богомолова и домохозяйки Веры Ивановны. После школы учился в Ленинградской военно-транспортной академии. В это же время занимался в театральной студии при ДК им. С. М. Кирова. Некоторое время учился в ЛГИТМиК им. Н. К. Черкасова; в 1966—1971 годах — в Ленинградском технологическом институте холодильной промышленности. Работал в геологической партии, на судостроительном заводе, инженером. Параллельно занимался живописью. Входил в ТЭИИ.
C 1974 года участвует в более 300 выставках в России и за рубежом. Богомолов был в числе организаторов первых выставок художников-нонконформистов в ДК им. Газа и «Невский».
Лауреат Царскосельской премии (1994), лауреат премии «Петрополь» (2002).
Член Петербургской Академии Современного Искусства, член Союза художников России. Жил и работал в Петербурге.
Автор эмблемы 7-й Международной конференции «Актуальные проблемы теории и истории искусства».
По сообщениям СМИ, Богомолов является отцом журналиста Александра Невзорова, с которым он не поддерживал отношения.
Похоронен на Смоленском кладбище.

## Особенности творчества
Богомолов известен благодаря своей оригинальной технике, которая акцентирует внимание на поверхности: усиливает её твердость, тщательность возделки. Картина становится единым целым с пространством, частью стены или даже закрытой дверью. Художник достигает впечатления особой плотности наложением, наслаиванием, наползанием плоскостей, тонкими линиями, словно процарапанными по твердой поверхности, игрой разнообразных жёстких фактур — трубчатых, сетчатых и т. д. Использует различные наклейки, а иногда использует обыденные вещи. Художник изображает дух времени, специально «застаревая» свои произведения.

## Основные персональные выставки
- 1984 Конгресс США, Вашингтон, США
- 1985 Посольство Италии, Москва
- 1985 Cassandra Gallery, Дробак, Норвегия
- 1986 Посольство Республики Мальта, Москва
- 1988 Narva Gallery, Стокгольм, Швеция
- 1989 Cassandra Gallery, Дробак, Норвегия
- 1989 Narva Gallery, Стокгольм, Швеция
- 1990 George Mayers Gallery, Лос-Анджелес, США
- 1991 Brodsky Gallery, Стокгольм, Швеция
- 1991 Kleine tipografie Gallery, Гамбург, Германия
- 1991 Cristof Weber Gallery, Берлин, Германия
- 1992 Haus Bau Broun, Байройт, Германия
- 1992 Cristof Weber Gallery, Берлин, Германия
- 1992 Werderman Art, Гамбург, Германия
- 1993 Редакция журнала «Наше наследие», Москва
- 1994 Cristof Weber Gallery, Берлин, Германия
- 1994 Werderman Art, Гамбург, Германия
- 1994 Steinway-Haus, Берлин, Германия
- 1995 Музей Мирового океана, Калининград
- 1995 Музей театрального и музыкального искусства, Санкт-Петербург
- 1995 Werdennan Art, Гамбург, Германия
- 1995 Художественный музей, Новосибирск
- 1996 Центр Современного Искусства Дж. Сороса, Санкт-Петербург
- 1997 Государственный Музей Истории Санкт-Петербурга, Петропавловская Крепость, Санкт-Петербург
- 1997 Blomqvist Gallery, Осло, Норвегия
- 1998 Санкт-Петербургский Государственный Университет, Философский факультет
- 1998 GAMLE ORMELET, Культурный центр Тьоме, Норвегия
- 1999 «Притяжение» (выставка-акция совместно со скульптором Л.Лазаревым и композитором О. Каравайчуком), Музей Художественно-промышленной Академии, Санкт-Петербург
- 2001 Памяти Сибилл Аамот, Cassandra Gallery, Дробак, Норвегия
- 2001 Мастер-класс, Музей Этнографии, Санкт-Петербург
- 2002 «Анонимный портрет», Галерея Марины Гисич, Санкт Петербург
- 2004 Галерея Аллы Булянской, Лондон, Англия
- 2004 Государственный Русский Музей, Инженерный Замок, Санкт-Петербург
- 2004 Галерея Марины Гисич, Санкт-Петербург
- 2017 ВИЗАНТИЙСКАЯ ВИЗА. ВЫСТАВКА ГЛЕБА БОГОМОЛОВА. «Эрарта», Санкт-Петербург

## Основные групповые выставки
- 1974 Выставка художников-нонконформистов, ДК им. Газа, Ленинград
- 1975 ДК «Невский», Ленинград
- 1986 Музей Кадриорг, Таллин, Эстония
- 1988 Университет штата Калифорния, Санта-Барбара, США
- 1988 Henry Nannen Kunsthalle, Эмден, Германия
- 1990 Columbus Museum of Art, Огайо, США
- 1990 Castle gallery, College of New Roshelle, Нью-Йорк, США
- 1990 Музей Университета Южной Калифорнии, Лос-Анджелес, США
- 1991 Международная выставка «Gegen Welten», Kunsttamt Berlin-Tempelhof, Colambus
- 1992 Международная выставка «Farbe Gold», Ober Gallery, Берлин, Германия
- 1992 Международная выставка «Художники за Европу», Ратуша, Аахен, Германия
- 1993 «Europa-Grenzenlos», Берлин, Берн, Германия
- 1994 «Пять художников из Санкт-Петербурга», Музбах, Баден-Баден, Германия
- 1995 «Пять европейских художников», Kimstlerhaus beim Engel, Люксембург
- 1995 «Самоидентификация», Киль, Берлин, Осло, Санкт-Петербург
- 1996 «Три художника из Санкт-Петербурга» «Trois peintres de Saint-Petersburg», Espace Kiron (совместно с В.Луккой и А.Герасимовым),Париж, Франция
- 1997 «Московский АРТ-Салон», ЦВЗ «Манеж», Москва
- 1997 «Мастер-класс», Санкт-Петербург
- 1997 «Приобретения и дары», Государственный Русский Музей, Санкт-Петербург
- 1997 «Арт-Манеж’97», ЦВЗ «Манеж», Москва
- 1998 «Мастер-класс», Санкт-Петербург
- 1998 «Арт-Манеж’98», ЦВЗ «Манеж», Москва
- 1998 «Приобретения и дары», Государственный Русский музей, Санкт-Петербург
- 1999 «ЦДХ’99», Центральный Дом Художника, Москва
- 1999 «Весь Петербург», ЦВЗ «Манеж», Санкт-Петербург
- 2000 «Арт-Манеж’2000», ЦВЗ «Манеж», Москва
- 2000 «Art-London 2000», Лондон, Англия
- 2000 «Иисус Христос», Государственный Русский Музей, Санкт-Петербург
- 2001 «Арт-Лондон», Лондон, Англия
- 2001 «Абстракция в России XX век», Государственный Русский музей, Санкт-Петербург
- 2002 «Белое Рождество», Александро-Невская Лавра, Санкт-Петербург
- 2002 «Русский Символизм», Государственный Русский Музей, Санкт-Петербург
- 2003 «Авангард на Неве», Государственная Третьяковская Галерея, Москва
- 2003 «Художники — городу», Выставка Союза Художников в ЦВЗ «Манеж», Санкт-Петербург
- 2004 «Художники Петербурга», Ежегодная выставка. ЦВЗ «Манеж», Санкт-Петербург
- 2004 «Северная Пальмира», Санкт-Петербург, Сургут, Новосибирск, Новокузнецк

## Работы находятся в собраниях
- Государственная Третьяковская галерея, Москва, Россия
- Государственный Русский музей, Санкт-Петербург, Россия
- Государственный музей истории Санкт-Петербург, Санкт-Петербург, Россия
- Музей современных искусств им.С.П.Дягилева СПбГУ, Санкт-Петербург, Россия
- Музей Анны Ахматовой «Фонтанный дом» , Санкт-Петербург, Россия
- Музей современного искусства, Москва, Россия
- Музей современного искусства «Эрарта», Санкт-Петербург, Россия
- Дальневосточный художественный музей, Хабаровск, Россия
- Художественный музей города Петрозаводска, Россия
- Художественный музей города Владивостока, Россия
- Музей современного искусства, Сосновый Бор
- Художественный музей города Севастополя, Россия
- Музей города Нарва, Эстония
- Henry Nannen Komsthalle, Эмден, Германия
- Pendorff Collection, Гамбург, Германия
- Коллекция Deutsche Bank, Германия
- Собрание Кунстхалле, Германия
- Коллекция Grim Danesy, Осло, Норвегия
- Zimmerli Art Museum, Нью-Джерси, США
- Museum of Soviet Unofficial Art, Нью-Йорк, США
- Govard Sirak Collection, Коламбус, Огайо, США
- Музей Современного Русского Искусства, Нью-Йорк, США
- Музей Современного Искусства, Сеул, Корея